# Rheinmetall BK-5
El Rheinmetall Bordkanone 5, o BK-5, era un cañón automático de 50 mm alemán de la Segunda Guerra Mundial destinado principalmente para su uso contra los bombarderos pesados aliados, como los Boeing B-17 Flying Fortress de las Fuerzas Aéreas del Ejército de los Estados Unidos (USAAF). Los proyectiles tenían una alta velocidad inicial y una significativa energía cinética, lo que les permitía ser disparados desde distancias fuera del alcance de las armas defensivas de los bombarderos. El gran contenido de explosivo de cada proyectil casi aseguraba la destrucción de cualquier bombardero que fuera alcanzado.
Rheinmetall recibió un contrato en 1943 para adaptar el cañón de tanque de 50 mm 5 cm KwK 39, del tanque Panzer III, para uso aeronáutico en el destructor de bombarderos bimotor Messerschmitt Me 410 Hornisse. Fueron instalados como Umrüst-Bausatz («modificación de fábrica») 4 en el Me 410 A-1/U4 y, experimentalmente, en dos prototipos Messerschmitt Me 262 A-1a/U4 (aunque estos no se usaron operativamente), ya que el cañón MK 214A de calibre similar aún no estaba disponible. Un montaje experimental del BK 5 en una Bola (o «cubo de basura») debajo del morro fue montado en una pequeña cantidad de bombarderos pesados Heinkel He 177 A-3, que eran parte de una pequeña fuerza de bombarderos a la que se le dio la tarea de reprimir la Flak en el frente oriental, cerca de la Batalla de Stalingrado, a principios del invierno de 1942-43 como A-3/Rüstsatz versión 5, supuestamente apodada Stalingradtyp. El cargador semicircular del sistema de armas BK 5 contenía 21 cartuchos.
Se produjeron aproximadamente 300, pero solo vieron acción limitada, principalmente en el avión Me 410 A-1/U4 que sirvió con el II. Gruppe de Zerstorergeschwader 26 (ZG 26). También estaba montado en el Junkers Ju 88.
Diseñado para disparos de largo alcance, el cañón recibió una mira telescópica además de la mira Revi C12C estándar del Me 410, para que sea más fácil realizar disparos de largo alcance desde fuera del perímetro defensivo de un bombardero, como un sistema de armas «a distancia». Esto resultó ser más un obstáculo que una ayuda en los giros de pelea en los que los Me 410 a menudo se encontraban cuando eran atacados por cazas enemigos, ya que los blancos, al maniobrar, escapaban fácilmente del pequeño campo de visión de la mira telescópica, obligándolos a usar las miras normales en su lugar. Dado que el BK 5 era casi inútil contra objetivos tan pequeños y ágiles, el uso de la mira telescópica era innecesario en estas situaciones de todos modos.
Instalado en el Me 262, con la boca sobresaliendo mucho más allá de la nariz del caza, se descubrió que el cañón era propenso a atascarse y, si se disparaba de noche, el fogonazo tendía a cegar temporalmente la visión nocturna del piloto.
Según el relato de los enfrentamientos contra la USAAF por II./ZG 26 desde finales de febrero hasta mediados de abril de 1944<ref>LuftArchiv.de</ ref> los 53 Me 410 Hornisse de ese Zerstorergruppe equipados con el BK 5 reclamaron un total de 129 bombarderos pesados B-17 Flying Fortress y cuatro Consolidated B-24 Liberator, destruidos en cinco o seis intercepciones mientras perdían nueve de sus propios Me 410.[cita requerida]